# ボリショエ・ソルダーツコェ
ボリショエ・ソルダーツコェ（ロシア語：Большое Солдатское）とは、ロシア連邦クルスク州にある地方である。ボリショエ・ソルダツコイなどと表記されることもある。

## 概要
クルスク州の南西部に位置する。地区では小麦、大麦、トウモロコシ、テンサイなどが栽培される。大陸性気候である。テンサイは加工工場で加工される。

## 歴史
1928年にルゴフ地区の一部として制定された。1936年にクルスク州が制定されボリショエ・ソルダーツコェはクルスク州の一部になった。
第二次世界大戦（独ソ戦）中の1941年11月7日から1943年2月27日までの間、ドイツ国防軍に同地は占領された。その後赤軍に奪還された。1963年、同地区は廃止される。
1977年3月23日、同地区は再度制定された。2024年8月、ウクライナ軍がクルスクに侵攻した。この際に同地には第82独立空中強襲旅団が進軍した。